# Lode Wouters
Pour les articles homonymes, voir Wouters.
Lode Wouters (né le 27 mai 1929, et mort le 25 mars 2014 à Geel) est un coureur cycliste belge. Lors des Jeux olympiques d'été de 1948 il a remporté la médaille de bronze de la course en ligne. Avec Léon De Lathouwer, quatrième, et Eugène Van Roosbroeck, douzième, il a remporté à cette occasion la médaille d'or de la course par équipes.

## Palmarès

### Palmarès amateur
- 1948
  -  Champion olympique de la course sur route par équipes (avec Léon De Lathouwer et Eugène Van Roosbroeck)
  -  Champion de Belgique amateurs
  - 5e étape du Tour du Limbourg amateurs
  - 2e de Bruxelles-Zepperen
  -  Médaillé de bronze de la course sur route des Jeux olympiques
- 1949
  - Ronde van Midden-Nederland
- 1950
  - 2e du Tour du Limbourg indépendants

### Palmarès professionnel
- 1951
  - 2e de la Flèche hesbignonne-Niel et Saint-Trond
- 1952
  - 1re étape d'À travers la Belgique
  - 2e d'À travers la Belgique
  - 3e de Mandel-Lys-Escaut